# كازاخ تي في
كازاخ تي في (كاسبيونيت قديما)، هو التلفزيون الوطني الكازاخي التي تبثها الأقمار الصناعية للشتات في هذا البلد.
وتبث القناة بثلاث لغات (كازاخية وروسية وإنجليزية).